# Câu lạc bộ xuất sắc nhất thế kỷ của FIFA
Câu lạc bộ xuất sắc nhất thế kỷ của FIFA (tiếng Anh: FIFA Club of the Century) là giải thưởng được FIFA trao cho Real Madrid vào ngày 13 tháng 12 năm 2000. Việc bình chọn được giới hạn chỉ danh cho những người mua FIFA World Magazine (tờ tạp chí chính thức của FIFA). Giải thưởng được trao cho Real Madrid vào tháng 12 năm 2000.
Năm 2006 một biểu tượng được thêm vào áo đấu của Real Madrid để công nhận họ là Câu lạc bộ xuất sắc nhất thế kỷ.

## Kết quả
| Vị trí | Câu lạc bộ        | Quốc gia    | %       |
| ------ | ----------------- | ----------- | ------- |
| 1      | Real Madrid       | Tây Ban Nha | 42.35 % |
| 2      | Manchester United | Anh         | 9.69 %  |
| 3      | Bayern Munich     | Đức         | 8.18%   |
| 4      | Barcelona         | Tây Ban Nha | 5.61%   |
| 5      | Ajax              | Hà Lan      | 5.10 %  |
| 5      | Santos            | Brasil      | 5.10 %  |
| 7      | Juventus          | Ý           | 2.55 %  |
| 8      | Peñarol           | Uruguay     | 2.04 %  |
| 9      | River Plate       | Argentina   | 1.53 %  |
| 9      | Flamengo          | Brasil      | 1.53 %  |
| 9      | Milan             | Ý           | 1.53 %  |
| 12     | Liverpool         | Anh         | 1.02 %  |
| 12     | Botafogo          | Brasil      | 1.02 %  |
| 12     | Benfica           | Bồ Đào Nha  | 1.02 %  |
| 12     | Independiente     | Argentina   | 1.02 %  |
| 12     | Boca Juniors      | Argentina   | 1.02 %  |
| 12     | Internazionale    | Ý           | 1.02 %  |
| 12     | Arsenal           | Anh         | 1.02 %  |
|        | Khác              |             | 6.63 %  |